# Hugo Filipe da Costa Vieira
Hugo Filipe da Costa Oliveira (Barcelos, 25 luglio 1988) è un calciatore portoghese, attaccante del Santa Maria.

## Carriera

### Club
Dopo le giovanili con il Santa Maria, si mette in luce con la maglia del Gil Vicente, vincendo la Liga de Honra nel 2010-2011, e guadagnando la promozione in Primeira Liga. Svincolato dal Gil Vicente, Hugo Vieira firma un contratto quadriennale con il Benfica. Il 27 agosto 2012 firma un contratto con lo Sporting Gijón

## Palmarès

### Club
- Liga de Honra: 1

Gil Vicente: 2010-2011
- Superliga serba: 1

Stella Rossa: 2015-2016

### Individuale
- Capocannoniere della Coppa di Lega portoghese: 1

2010-2011 (5 gol)
- Capocannoniere del campionato serbo: 1

2015-2016 (20 gol)